# STS-45
STS-45 (ang. Space Transportation System) – jedenasta misja wahadłowca kosmicznego Atlantis i czterdziesta szósta programu lotów wahadłowców.

## Załoga
źródło
- Charles Bolden, (3)*, dowódca (CDR)
- Brian Duffy (1), pilot (PLT)
- Kathryn Sullivan (3), dowódca ładunku (MS1)
- David Leestma (3), specjalista misji 2 (MS2)
- Michael Foale (1), specjalista misji 3 (MS3)
- Byron Lichtenberg (2), specjalista ładunku 2 (PS2)
- Dirk Frimout (1), specjalista ładunku 1 (PS1) (Belgia)

*(liczba w nawiasie oznacza liczbę lotów odbytych przez każdego z astronautów)

## Parametry misji
źródło dla sekcji: 
- Masa: 
  - startowa orbitera: 105 981 kg
  - lądującego orbitera: 93 003 kg
  - ładunku: 8020 kg
- Perygeum: 282 km
- Apogeum: 294 km
- Inklinacja: 57,0°
- Okres orbitalny: 90,3 min

## Cel lotu
Lot poświęcony badaniu atmosfery ziemskiej przy pomocy zestawu aparatury ATLAS-01 umieszczonego w laboratorium Spacelab w ładowni orbitera.